# Escola de Nostra Senyora dels Àngels (Illinois)
L'Escola de Nostra Senyora dels Àngels va ser una escola primària i mitjana catòlica situada a Humboldt Park, Chicago, Estats Units. Algunes fonts diuen que l'escola es trobava a Austin.
L'escola va ser gestionada per l'arquebisbat de Chicago i va servir com a escola parroquial de l'Església Nostra Senyora dels Àngels.
L'escola és sobretot coneguda per l'incendi de l'escola de Nostra Senyora dels Àngels l'1 de desembre de 1958. El foc va matar 92 estudiants i 3 monjas i va provocar el desenvolupament de tècniques de seguretat contra incendis a escoles privades i públiques dels Estats Units.;
Les restes de l'ala nord, juntament amb les parts supervivents de l'edifici de l'escola, van ser enderrocades l'any 1959.
El 1959-1960, es va construir un nou edifici, dissenyat pel despatx d'arquitectura de Chicago Barry and Kay, amb els estàndards de seguretat contra incendis requerits. A causa d'un fort descens en el nombre d'estudiants matriculats, l'arquebisbat de Chicago va tancar l'escola un cop els estudiants de la promoció de 1999 es van graduar.